# Angelo Longoni (regista)
Angelo Longoni (Milano, 19 ottobre 1956 – Roma, 19 aprile 2025) è stato un regista, sceneggiatore, drammaturgo e attore italiano.

## Biografia
Nato a Milano, diplomato alla Civica Scuola di Teatro Paolo Grassi di Milano, si formò come attore con l'insegnante Mario Gonzalez del Conservatorio di Parigi. Dopo aver lavorato per alcuni anni come attore, firmò testi e regie teatrali, televisive e cinematografiche, oltre a pubblicare romanzi e racconti. Fu anche insegnante di recitazione, drammaturgia, sceneggiatura e regia. È stato fondatore del CENDIC (Centro Nazionale Drammaturgia Italiana Contemporanea) e della società "Wake Up produzioni" che si occupa di cinema, teatro e formazione
È morto il 19 aprile 2025 all’età di 68 anni. I funerali si sono svolti il 23 aprile successivo.

## Vita privata
Visse a Roma. Era sposato con l'attrice e regista Eleonora Ivone ed ebbe tre figli.

## Teatro

### Autore e regista
- Necronomicon (1982)
- L'età dell'oro (1983)
- Money. Teatro di Porta Romana (1991)
- Bruciati, con Amanda Sandrelli. Teatro Argot - Teatro della Cometa (1992)
- Le madri, con Sabina Vannucchi, Micol Pambieri, Marianna Morandi e Alessandra Costanzo. Cooperativa Argot - Società per Attori (1994)
- Hot Line, con Vera Gemma. Compagnia Teatro Moderno (1995 - nuova edizione)
- Testimoni, con Alessandro Gassmann e Gianmarco Tognazzi, prodotto dal Teatro Argot e dalla Società per Attori (1996)
- Naja, con Enrico Lo Verso, Francesco Siciliano, Stefano Accorsi, Lorenzo Amato, Adelmo Togliani. Cooperativa Argot (1997-1998)
- Macbeth clan, con Raoul Bova, Chiara Muti, Giovanni Visentin, Paolo Maria Scalondro. Piccolo Teatro di Milano - Teatro d'Europa (1998-1999)
- Xanax, con Amanda Sandrelli e Blas Roca-Rey. Fox e Gould - Todi Arte Festival (2001-2002)
- Bravi ragazzi, con Lorenzo De Angelis, Riccardo Francia, Valerio Morigi, Edoardo Persia. Sycamore T Company e Indie Occidentali (2008)
- Col piede giusto, con Amanda Sandrelli, Blas Roca-Rey, Eleonora Ivone, Simone Colombari. Indie Occidentali (2009)
- Vita, con Antonella Attili, Eleonora Ivone, Simone Colombari. Festival di Todi (2009)
- Testimoni, con Giampiero Ingrassia, Cesare Bocci, Giovanni Vettorazzo. Indie Occidentali (2010 - nuova edizione)
- Vita, con Pamela Villoresi, Eleonora Ivone, Emilio Bonucci. Teatro e Società (2011 - nuova edizione)
- Kaput mundi, con Riccardo Francia, Lorenzo De Angelis, Valerio Morigi e Edoardo Persia (2012)[2]
- Maldamore, con Tosca D'Aquino, Ugo Dighero, Stefano Pesce e Michela Andreozzi. Teatro Golden (2012)
- Il muro, con Ettore Bassi, Eleonora Ivone e i SoundEclipse (2013)
- Ospiti, con Cesare Bocci, Eleonora Ivone e Marco Bonini (2014)
- L'amore migliora la vita, con Ettore Bassi, Gaia De Laurentiis, Eleonora Ivone, Giorgio Borghetti (2015)
- Modigliani, con Marco Bocci, Romina Mondello, Claudia Potenza, Giulia Carpaneto, Vera Dragone (2016)
- Ostaggi, con Michela Andreozzi, Gabriele Pignotta, Pietro Genuardi, Jonis Bascir, Silvana Bosi (2016)
- Buk - Lo zoo di Bukowski, con Francesco Buttironi, Valerio Cappelli, Alessandra Ferrara e Emanuele Grazioli (2016)[3]
- Lotta di classe, con Adalberto Raffaelli, Marica Auletta, Filippo Dell'Arte, Marianna Dalle Nogare (2018)[4]
- Modigliani, con Pietro Tommasini, Walter Lancellotti, Sofia Gerosa, Francesca Cavallo, Michela Ribezzi (2021)
- Chi è io, con Francesco Pannofino, Emanuela Rossi, Eleonora Ivone, Andrea Pannofino. Nuovo Teatro (2024)
- Noi Giuda, con Massimo Ghini. Teatro Parioli-Costanzo (2024 - 2025)

### Regista
- I ciechi di Maurice Maeterlinck. Teatro di Porta Romana (1990)
- Filastrocche della nera luce - Cronache dalla Shoah, di Giuseppe Manfridi, con Giuseppe Manfridi, Lorenzo Macrì e di Evelina Meghnagi (2020)[5]

### Autore
- Hot Line, regia di Richi Ferrero, con Ida Di Benedetto. Teatro Juvarra (1993)

## Premi e riconoscimenti
- Premio Riccione ATER per Naja (1987)[6]
- Premio Fondi La Pastora per Uomini senza donne (1988)
- Premio Maschera d'argento di Sipario per Naja (1989)
- Quattro Biglietti d'oro Agis Taormina Arte per Naja (1989)
- Premio internazionale Teen Agers per il Teatro per Naja (1989)
- Premio Marcello Torre per l'impegno civile per Naja (1990)
- Finalista del premio I.D.I. - Biglietto d'oro Agis per Bruciati (1993)
- Finalista del premio Giuseppe Fava per Cavallo (1993)
- Finalista del premio Fondi La Pastora per Ostaggi (1994)
- Biglietto d'oro Agis per Uomini senza donne
- Premio Super Fondi per Uomini senza donne
- Premio speciale per la regia al Capri, Hollywood – The International Film Festival per Caravaggio (2007)
- Premio Popoli e Religioni per Apri le labbra per Caravaggio
- Menzione speciale Tulipani di Seta Nera per Sogni
- Premio Festival dei Castelli Romani per Sogni

## Filmografia

### Regia e sceneggiatura
- Caccia alle mosche (1993)
- Uomini senza donne (1996)
- Facciamo fiesta (1997)
- Naja (1997)
- Le madri film TV (1999)
- Part Time – film TV (2004)
- Un anno a primavera – film TV (2005)
- Fratelli – film TV (2006)
- Tiberio Mitri - Il campione e la miss – miniserie TV (2011)
- Maldamore (2013)
- Sogni – cortometraggio (2019)

### Regia
- Caravaggio – miniserie TV (2008)
- Kidogò - Un bambino soldato – documentario (2008)
- Un amore di strega – film TV (2009)
- Le segretarie del sesto – miniserie TV (2009)

### Sceneggiatura
- Atelier, regia di Vito Molinari – miniserie TV (1986-1987)
- Apri le labbra, regia di Eleonora Ivone – cortometraggio (2018)
- Ostaggi, regia di Eleonora Ivone (2021)

### Attore
- Notti e nebbie, regia di Marco Tullio Giordana – miniserie TV (1984)
- Felicità... dove sei – serial TV (1985)
- Atelier, regia di Vito Molinari – miniserie TV (1986-1987)
- Laura non c'è, regia di Antonio Bonifacio (1998)

## Pubblicazioni

### Teatro
- Naja, Milano, Mondadori, 1988
- Uomini senza donne, in Hystrio, 1, 1994[7]
- Bruciati, Milano, Ricordi, 1993
- Hot line, in Hystrio, 2, 1993[8]
- Testimoni, Genova, Costa & Nolan, 1996
- I lupi, Roma, Edizioni Interculturali, 2004
- Teatro in presa diretta (Col piede giusto - Testimoni - Vita - Bravi ragazzi), Spoleto, Editoria & Spettacolo, 2011
- L'ospite - Maldamore - Soft air, Bulzoni, 2013

### Romanzi
- Caccia alle mosche, Milano, Mondadori, 1989
- Siamo solo noi, Milano, Mondadori, 2006
- Vita - L'ultimo abbraccio, Iacobelli, 2012
- L'amore migliora la vita, Giunti, 2018
- Modigliani il principe, Giunti, 2020
- L'imprevedibilità del bene, Giunti, 2023
- Destino, Giunti, 2025

## Radiodrammi
- Alex, regia di Carlo Di Stefano (Rai Radio 2, 1995)[9]
- Linea calda, regia di Carlo Di Stefano (Rai Radio 2, 1995)[9]
- Ostaggi, regia di Beppe Navello (Rai Radio 3, 1995)[10]
- Modigliani il principe (podcast)